# Liste der Biografien/Han
Liste der Biografien |
Portal Biografien |
Personensuche
# |
A |
B |
C |
D |
E |
F |
G |
H |
I |
J |
K |
L |
M |
N |
O |
P |
Q |
R |
S |
T |
U |
V |
W |
X |
Y |
Z |
?
 
Ha |
Hd |
He |
Hi |
Hj |
Hk |
Hl |
Hm |
Hn |
Ho |
Hr |
Hs |
Ht |
Hu |
Hv |
Hw |
Hy
 
Haa |
Hab |
Hac |
Had |
Hae–Haf |
Hag |
Hah |
Hai |
Haj |
Hak |
Hal |
Ham |
Han |
Hao |
Hap |
Haq |
Har |
Has |
Hat |
Hau |
Hav |
Haw |
Hax |
Hay |
Haz
 
Hana |
Hanb |
Hanc |
Hand |
Hane |
Hanf |
Hang |
Hanh |
Hani |
Hanj |
Hank |
Hanl |
Hanm |
Hann |
Hano |
Hanp |
Hanq |
Hanr |
Hans |
Hant |
Hanu |
Hanv |
Hanw |
Hanx |
Hany |
Hanz
Die Liste der Biografien führt alle Personen auf, die in der deutschsprachigen Wikipedia einen Artikel haben. Dieses ist eine Teilliste mit 162 Einträgen von Personen, deren Namen mit den Buchstaben „Han“ beginnt.

## Han
- Han Aidi (27 v. Chr.–1 v. Chr.), chinesischer Kaiser der westlichen Han-Dynastie
- Han Andi (94–125), Kaiser von China in der Han-Dynastie
- Han Chengdi (51 v. Chr.–7 v. Chr.), chinesischer Kaiser der westlichen Han-Dynastie
- Han Chongdi (143–145), chinesischer Kaiser der Han-Dynastie
- Han Dongfang (* 1963), chinesischer Arbeiteraktivist und Gewerkschafter
- Han Gaozu († 195 v. Chr.), chinesischer Kaiser
- Han Gengshidi († 25), chinesischer Kaiser
- Han Guangwu di (5 v. Chr.–57), Kaiser der Han-DynastieHan Guangwu di (5 v. Chr.–57)

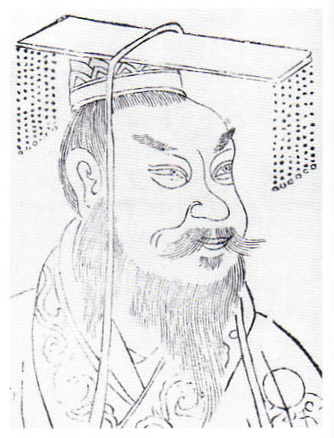
Han Guangwu di (5 v. Chr.–57)

- Han Hedi (79–106), Kaiser der Han-Dynastie
- Han Huandi (132–168), Kaiser von China
- Han Huidi (210 v. Chr.–188 v. Chr.), zweiter Kaiser der Han-Dynastie
- Han Jingdi (188 v. Chr.–141 v. Chr.), chinesischer Kaiser der Han-Dynastie
- Han Jingtao, Andreas (1921–2020), chinesischer Geistlicher, römisch-katholischer Bischof von Siping
- Han Ju-yeop (* 1999), südkoreanischer Judoka
- Han Jung Hyun, Stephanus (* 1971), südkoreanischer römisch-katholischer Ordensgeistlicher, Weihbischof in Daejeon
- Han Lingdi (156–189), chinesischer Kaiser der Han-Dynastie
- Han Mahmud († 1866), kurdischer Fürst von Müküs
- Han Mingdi (28–75), Kaiser der Han-Dynastie
- Han Pengfei (* 1991), chinesischer Eishockeyspieler
- Han Pingdi (9 v. Chr.–6), chinesischer Kaiser der westlichen Han-Dynastie
- Han Shundi (115–144), chinesischer Kaiser der Han-Dynastie
- Hàn Thế Thành (* 1972), vietnamesischer Informatiker
- Han Wendi (202 v. Chr.–157 v. Chr.), chinesischer Kaiser
- Han Wenxia (* 1976), chinesische Fußballspielerin
- Han Wudi (156 v. Chr.–87 v. Chr.), chinesischer Kaiser der Han-DynastieHan Wudi (156 v. Chr.–87 v. Chr.)

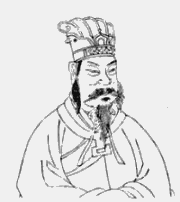
Han Wudi (156 v. Chr.–87 v. Chr.)

- Han Xuandi (91 v. Chr.–49 v. Chr.), chinesischer Kaiser der westlichen Han-Dynastie
- Han Yaqin (* 1963), chinesische Ruderin
- Han Yuandi (75 v. Chr.–33 v. Chr.), chinesischer Kaiser der westlichen Han-Dynastie
- Han Zhangdi (57–88), Kaiser der Han-Dynastie
- Han Zhaodi (94 v. Chr.–74 v. Chr.), chinesischer Kaiser der westlichen Han-Dynastie
- Han Zheng (* 1954), chinesischer Politiker in der Volksrepublik China
- Han Zhidi (138–146), chinesischer Kaiser der Han-Dynastie
- Han, Ahmet Olgun, deutsch-türkischer Schauspieler
- Han, Aiping (1962–2019), chinesische Badmintonspielerin
- Han, Bong-zin (* 1945), nordkoreanischer Fußballspieler
- Han, Byung-Chul (* 1959), südkoreanischer Philosoph und HochschullehrerByung-Chul Han (* 1959)

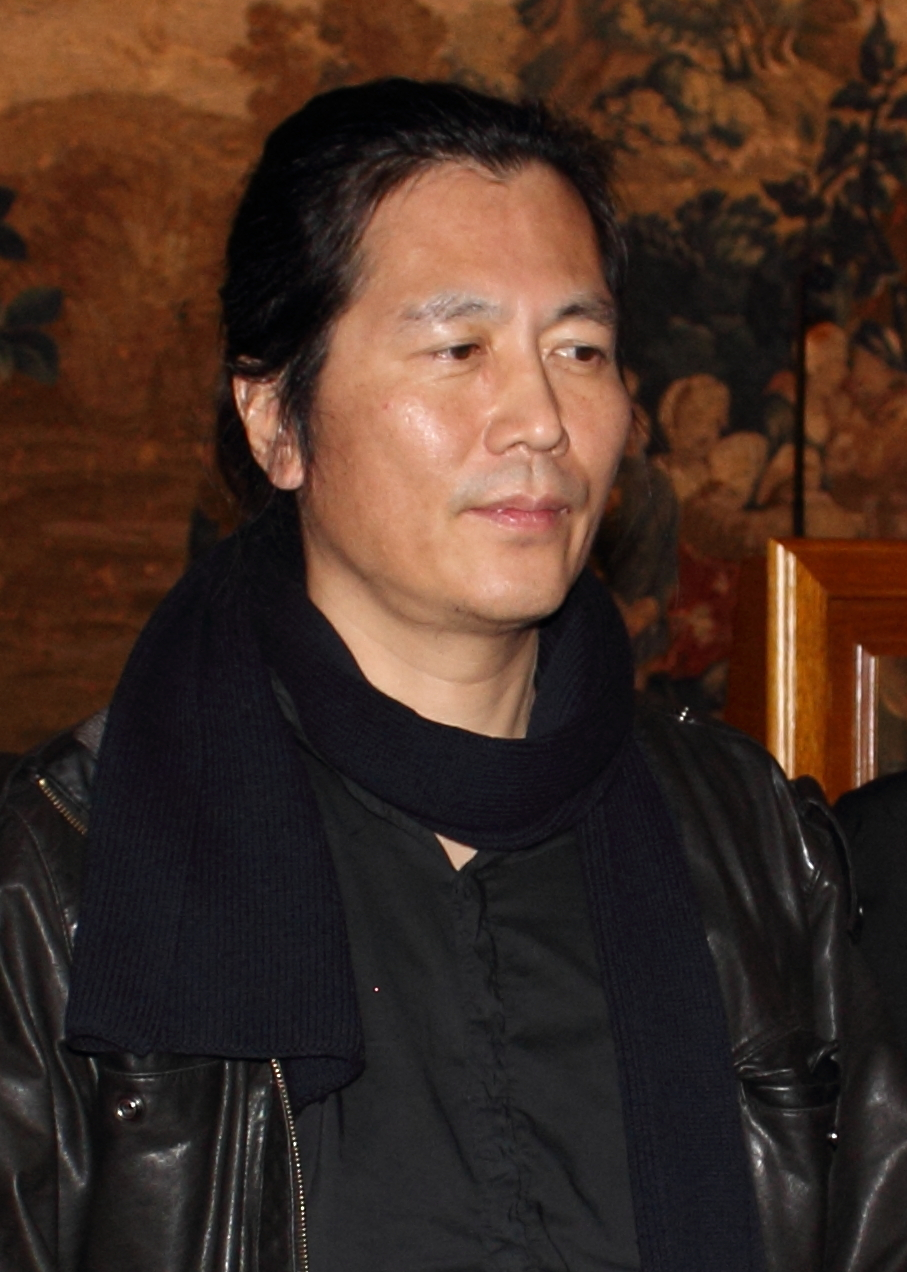
Byung-Chul Han (* 1959)

- Han, Chang-wha (1922–2006), südkoreanischer Fußballspieler
- Han, Chang-woo (* 1996), südkoreanischer Fußballspieler
- Han, Changfu (* 1954), chinesischer Politiker
- Han, Changhoon (* 1963), südkoreanischer Schriftsteller
- Han, Chantal (* 1966), niederländische Judoka
- Han, Chengkai (* 1998), chinesischer Badmintonspieler
- Han, Chi Ho (* 1992), koreanischer Pianist
- Han, Chun-ok (* 1965), nordkoreanische Eisschnellläuferin
- Han, Cong (* 1992), chinesischer Eiskunstläufer
- Han, Connie (* 1996), US-amerikanische Jazzmusikerin
- Han, Da-som (* 1994), südkoreanische Skilangläuferin
- Han, Dawei (* 1977), chinesischer Skilangläufer
- Han, Deqiang (* 1967), chinesischer Wirtschaftswissenschaftler
- Han, Dingxiang (1937–2007), chinesischer Geistlicher, Bischof von Yongnian
- Han, Do-hee (* 1994), südkoreanische Eishockeytorhüterin
- Han, Du-hyeon (* 1994), südkoreanischer Stabhochspringer
- Han, Duan (* 1983), chinesische Fußballspielerin
- Han, Duck-soo (* 1949), südkoreanischer Politiker
- Han, Fei († 233 v. Chr.), Philosoph des chinesischen Altertums; hing der Lehre des Legalismus an
- Han, Fu (141–191), Verwalter während der Östlichen Han-Dynastie im alten China
- Han, Ga-in (* 1982), südkoreanische Schauspielerin
- Han, Gan (706–783), chinesischer Maler
- Han, Guizhi (* 1943), chinesische Politikerin
- Han, Gwang-song (* 1957), nordkoreanischer Kunstturner
- Han, Gyong-si (* 1954), nordkoreanischer Gewichtheber
- Han, Hak Ja (* 1943), südkoreanisches Oberhaupt der VereinigungskircheHak Ja Han (* 1943)

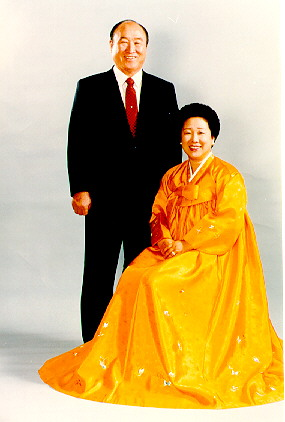
Hak Ja Han (* 1943)

- Han, Han (* 1982), chinesischer Schriftsteller, Blogger
- Han, Haoxiang (* 1990), chinesischer Poolbillardspieler
- Han, Herman, schlesischer Maler in Danzig und Polnisch-Preußen
- Han, Ho-gang (* 1993), südkoreanischer Fußballspieler
- Han, Ho-san (* 1939), koreanisch-deutscher Judoka
- Han, Hong (* 1971), chinesische Sängerin
- Han, Hye-song (* 1988), nordkoreanische Tischtennisspielerin
- Han, Hyo-joo (* 1987), südkoreanische Schauspielerin
- Han, Hyun-min (* 2001), südkoreanischer Schauspieler und Model
- Han, Il-ryong (* 2000), nordkoreanischer Leichtathlet
- Han, Jenny (* 1980), US-amerikanische AutorinJenny Han (* 1980)

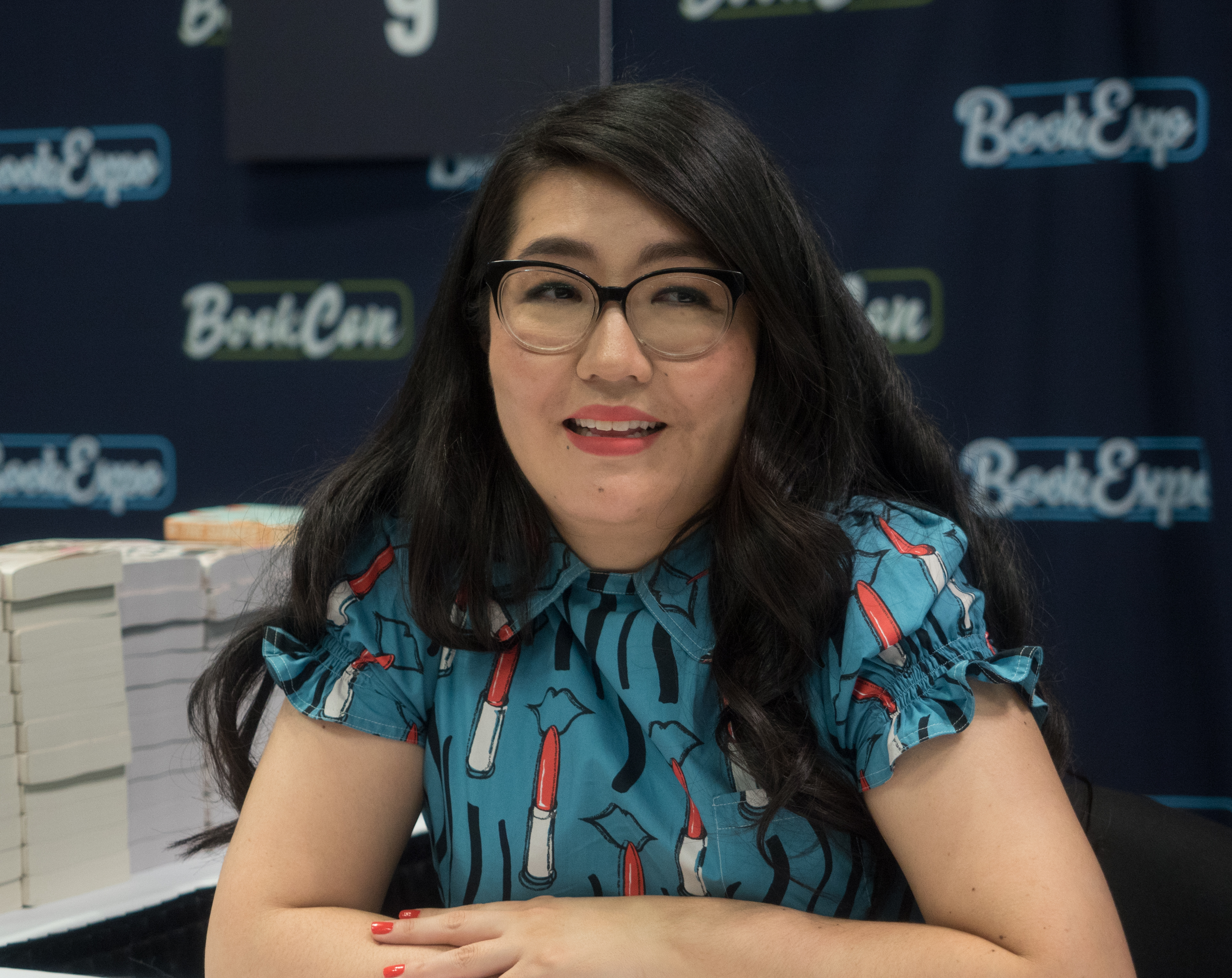
Jenny Han (* 1980)

- Han, Jeoung-ae (* 1965), südkoreanische Politikerin
- Han, Ji-min (* 1982), südkoreanische Schauspielerin
- Han, Ji-wan (* 1987), südkoreanische Schauspielerin und Model
- Han, Ji-won (* 1994), südkoreanischer Fußballspieler
- Han, Jialiang (* 1987), chinesischer Shorttracker
- Han, Jian (* 1956), chinesischer Badmintonspieler
- Han, Jiangxue (* 2001), chinesische Tennisspielerin
- Han, Jiawei (* 1949), chinesischer Informatiker
- Han, Jin-won, südkoreanischer Drehbuchautor
- Han, Jingna (* 1975), chinesische Badmintonspielerin
- Han, Jinyu (* 1979), chinesische Ölmalerin
- Han, Joseph Yingjin (* 1958), chinesischer Geistlicher, Bischof von Sanyuan
- Han, Kang (* 1970), südkoreanische SchriftstellerinHan Kang (* 1970)

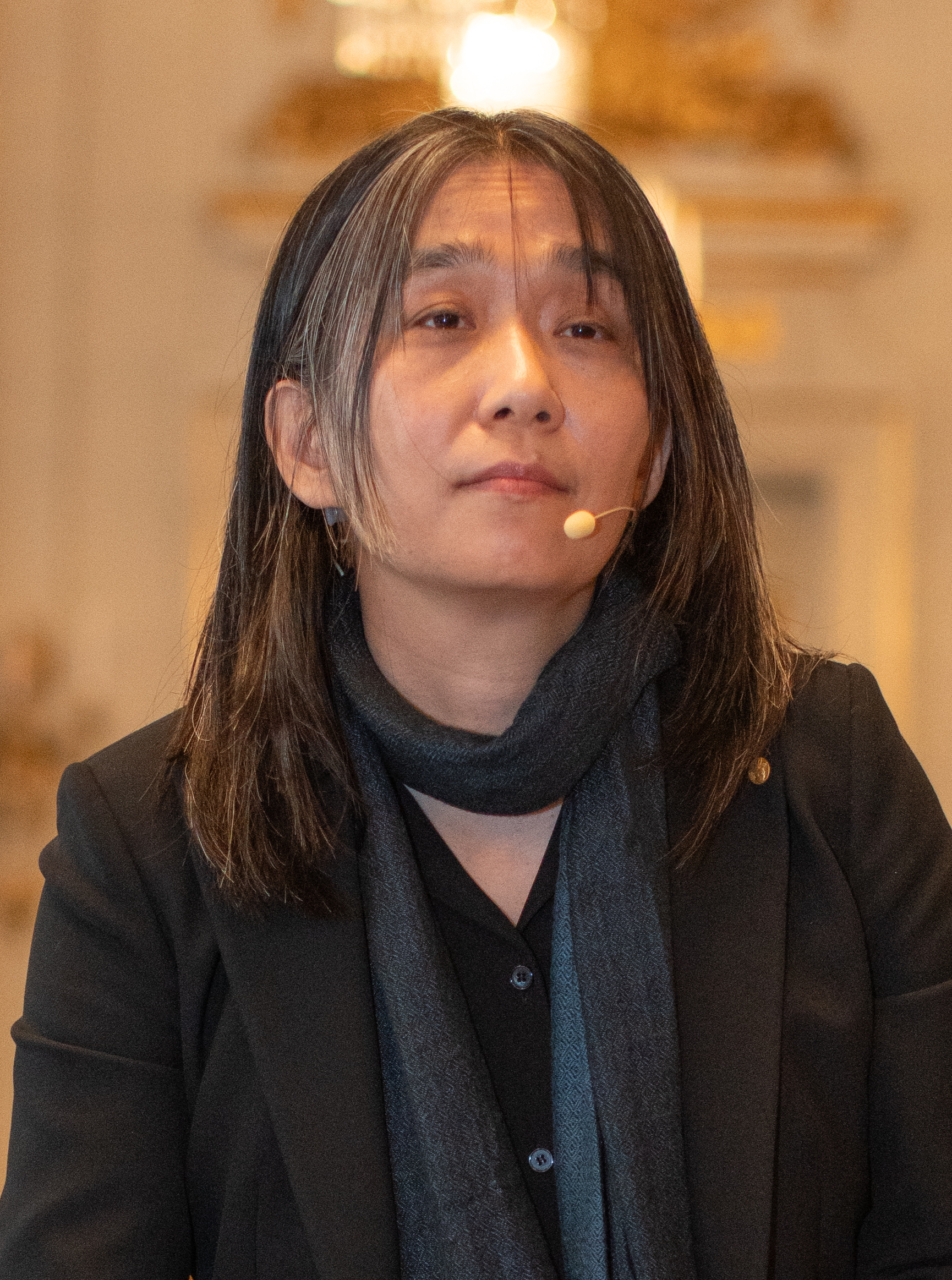
Han Kang (* 1970)

- Han, Kaya (1958–2021), koreanische Pianistin und Musikpädagogin
- Han, Kevin (* 1972), US-amerikanischer Badmintonspieler
- Han, Kook-young (* 1990), koreanischer Fußballspieler
- Han, Kum-ok (* 1987), nordkoreanische Ringerin
- Han, Kuo-yu (* 1957), taiwanischer Politiker
- Han, Kwang-song (* 1998), nordkoreanischer Fußballspieler
- Han, Kyo-won (* 1990), südkoreanischer Fußballspieler
- Han, Kyung-hee (* 1985), südkoreanischer Biathlet
- Han, Langen (1909–1982), chinesischer Schauspieler und Filmregisseur
- Han, Li (* 1988), chinesische Badmintonspielerin
- Han, Ling (* 1985), chinesische Leichtathletin
- Hàn, Mặc Tử (1912–1940), vietnamesischer Dichter
- Han, Malsook (* 1931), südkoreanische Schriftstellerin
- Han, Megumi (* 1989), japanische Schauspielerin und Synchronsprecherin
- Han, Mei (* 1998), chinesische Eisschnellläuferin
- Han, Min-goo (* 1953), südkoreanischer Politiker und Verteidigungsminister
- Han, Moo-sook (1918–1993), südkoreanische Schriftstellerin
- Han, Moo-Young (1934–2016), südkoreanischer Physiker
- Han, Murat (* 1975), türkischer Schauspieler
- Han, Myung-hoi (1415–1487), koreanischer Politiker
- Han, Myung-sook (* 1944), südkoreanische Premierministerin
- Han, Myung-woo (* 1956), südkoreanischer Ringer
- Han, Na-lae (* 1992), südkoreanische Tennisspielerin
- Han, Nicholas Jide (* 1940), chinesischer Geistlicher, Bischof
- Han, Oscar (1891–1976), rumänischer Bildhauer
- Han, Peng (* 1983), chinesischer Fußballspieler
- Han, Peri (1934–2008), türkische Schauspielerin
- Han, Peter Kong-ryel (1913–1973), koreanischer Geistlicher, römisch-katholischer Erzbischof von Gwangju
- Han, Petrus, deutscher Soziologe
- Han, Pil-hwa (* 1942), nordkoreanische Eisschnellläuferin
- Han, Qide (* 1945), chinesischer Politiker in der Volksrepublik China
- Han, Sai Por (* 1943), singapurische Bildhauerin
- Han, Sang-hoon (* 1984), südkoreanischer Badmintonspieler
- Han, Se-hyun (* 1994), südkoreanischer Hürdenläufer
- Han, Seung-gyu (* 1996), südkoreanischer Fußballspieler
- Han, Seung-soo (* 1936), südkoreanischer Politiker und Diplomat
- Han, Seung-soo (* 1991), südkoreanischer Shorttracker
- Han, Shangdi (105–106), fünfter Kaiser der Han-Dynastie
- Han, Shuai, chinesische Drehbuchautorin und Regisseurin
- Han, So-hee (* 1994), südkoreanische SchauspielerinHan So-hee (* 1994)

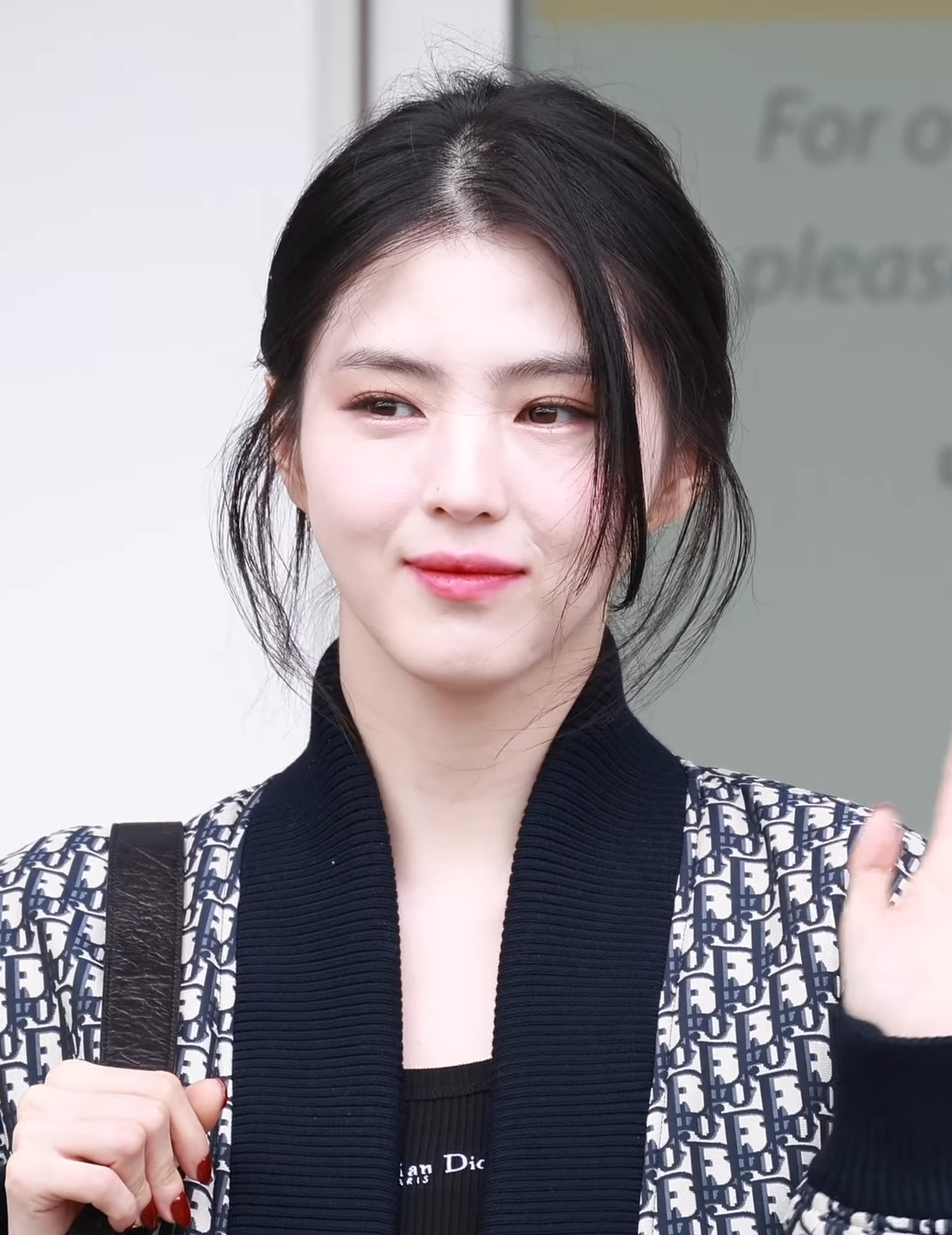
Han So-hee (* 1994)

- Han, Song (* 1965), chinesischer Science-Fiction-Schriftsteller
- Han, Song-chol (* 1977), nordkoreanischer Fußballspieler
- Han, Soo-jin (* 1987), südkoreanische Eishockeyspielerin
- Han, Soon-chul (* 1984), südkoreanischer Boxer
- Han, Sŏr-ya (1900–1976), nordkoreanischer Schriftsteller
- Han, Su-san (* 1946), südkoreanischer Schriftsteller
- Han, Suk-kyu (* 1964), südkoreanischer Schauspieler
- Han, Sun-il (* 1985), nordkoreanischer Fußballspieler
- Han, Sung-bong (* 1985), südkoreanischer Rollstuhltennisspieler
- Han, Sung-hee (* 1990), südkoreanische Tennisspielerin
- Han, Suyin (1917–2012), chinesische Ärztin und englischsprachige Autorin
- Han, Tae-yoon (* 1983), südkoreanische Schauspielerin
- Han, Tesun (* 1941), japanischer Mathematiker
- Han, Thomas Hong-Soon (* 1943), südkoreanischer Ökonom, päpstlicher Finanzvorstand
- Han, Tianyu (* 1996), chinesischer Shorttracker
- Han, Ulrich, deutscher Drucker
- Han, Wang-ho (* 1998), südkoreanischer E-Sportler
- Han, Wang-yong (* 1966), südkoreanischer Bergsteiger
- Han, Wenwen (* 1995), chinesische Schauspielerin, Geigerin und Tänzerin
- Han, Xiandi (181–234), letzter Kaiser der Han-DynastieHan Xiandi (181–234)

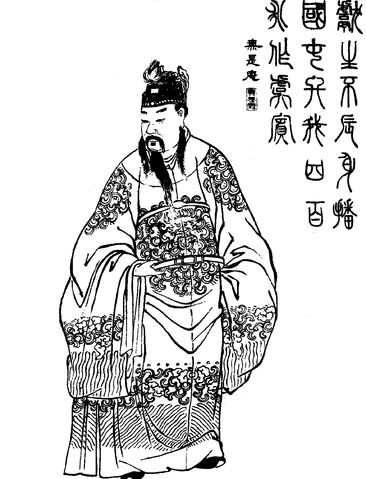
Han Xiandi (181–234)

- Han, Xiaopeng (* 1983), chinesischer Freestyle-Skisportler
- Han, Xiaosu (* 1984), chinesisch-österreichischer Kameramann
- Han, Xicheng (* 1975), chinesischer Dartspieler
- Han, Xikai (* 1939), chinesischer Politiker
- Han, Xinyun (* 1990), chinesische Tennisspielerin
- Han, Ye-ri (* 1984), südkoreanische Schauspielerin
- Han, Yeo-reum (* 1983), südkoreanische Schauspielerin
- Han, Ying (* 1983), deutsche Tischtennisspielerin
- Han, Ying-chieh (1927–1991), chinesischer Schauspieler, Stuntman, Kampfkunstchoreograph
- Han, Yong-gi (* 2000), nordkoreanischer Fußballspieler
- Han, Yong-thae (* 1996), nordkoreanischer Fußballspieler
- Han, Yong-un (1879–1944), koreanischer Autor
- Han, Yu (768–824), chinesischer Dichter
- Han, Yueshuang (* 1982), hongkong-chinesische Shorttrackerin
- Han, Yutong (* 1994), chinesische Shorttrackerin
- Han-Shan, chinesischer Dichter der Tang-Zeit